# 쿨란 카툰
쿨란 카툰(몽골어: ᠬᠤᠯᠠᠨ
ᠬᠠᠲᠤᠨ, 한국 한자: 忽蘭 可敦 홀란 가돈: 1164년?-1220년?)은 칭기즈 칸의 카툰 중 하나다. 제2카툰으로서 대카툰 보르테 우진 카툰 바로 다음의 2인자였다. 제2오르도를 관장했으며 켄틸산맥 일대를 봉읍으로 받았다. 홀란은 중세 몽골어로 야생말의 울타리를 뜻한다.
매르키트부를 이루는 3개 씨족 중 우와스씨 씨족장 다이르우순의 딸로 태어났다. 1204년 몽골부 보르지긴씨 씨족장 테무친이 몽골고원을 거의 통일했다. 이에 서쪽의 나이만부와 동쪽의 메르키트부가 칭기즈 칸의 몽골과 일대 결전을 벌인 결과 몽골이 승리했다. 메르키트 대족장 토크토아 베키는 도망갔고, 우와스 씨족장 다이르우순은 테무친에게 항복했다. 다이르우순이 항복하면서 우와스씨 여자들은 보르지긴 왕족들에게 약탈혼을 당했는데, 쿨란이 테무친의 몫이 되었다. 한때 그를 데려오던 관리와 간통했다는 의심을 받았으나, 처녀였음을 항변하였다. 그녀가 처녀라는 것을 확인한 칭기즈 칸은 그를 총애했다 한다. 1206년 오논강에서 쿠릴타이를 열고 칭기즈 칸으로 즉위한 테무친은 쿨란을 보르테와 함께 카툰으로 봉했다. 쿨란 카툰은 칭기즈 칸과의 사이에 콜겐이라는 아들을 낳았다.
그는 칭기즈 칸의 서역 원정 때, 남아있던 다른 카툰들과 달리 칭기즈 칸을 동행했다. 칭기즈 칸은 쿨란 카툰을 매우 총애했으며, 서방 원정에 동행시켰다. 몽골군이 화레즘 제국을 멸하고 인도 방면을 침공하던 와중 병으로 죽었다.